# Dawid Jackiewicz
Dawid Bohdan Jackiewiczⓘ (ur. 18 marca 1973 we Wrocławiu) – polski polityk, urzędnik samorządowy, przedsiębiorca i menedżer.
W latach 2003–2005 zastępca prezydenta Wrocławia, w latach 2005–2014 poseł na Sejm V, VI i VII kadencji, w 2007 sekretarz stanu w Ministerstwie Skarbu Państwa, w latach 2014–2015 deputowany do Parlamentu Europejskiego VIII kadencji, w latach 2015–2016 minister skarbu państwa w rządzie Beaty Szydło.

## Życiorys
Od 1993 studiował na Wydziale Nauk Społecznych Uniwersytetu Wrocławskiego; uzyskał tytuł zawodowy magistra z politologii. Działał w Ruchu Odbudowy Polski, był członkiem jego władz krajowych. Z ramienia ROP ubiegał się o mandat poselski w wyborach w 1997. W latach 2000–2001 pracował na stanowisku kierownika działu marketingu i reklamy w przedsiębiorstwie Adavis oraz jako kierownik wrocławskiej filii biura poselskiego Jana Olszewskiego. W 2001 wstąpił do Prawa i Sprawiedliwości. W wyborach parlamentarnych w tym samym roku kandydował bez powodzenia z jego listy do Sejmu. W trakcie wyborów samorządowych w 2002 był zastępcą szefa sztabu wyborczego Rafała Dutkiewicza, kandydata na prezydenta Wrocławia. W wyborach tych uzyskał mandat radnego miejskiego; zasiadał w klubie radnych PiS oraz przewodniczył Komisji ds. Promocji i Współpracy z Zagranicą. W 2003 objął funkcję zastępcy prezydenta miasta, odpowiadał za sprawy dotyczące architektury i budownictwa, planowania przestrzennego, ochrony środowiska, rolnictwa oraz ochrony zabytków.
W wyborach do Sejmu w 2005 z listy PiS uzyskał mandat poselski w okręgu wrocławskim. W Sejmie V kadencji pełnił funkcje wiceprzewodniczącego i przewodniczącego Komisji Samorządu Terytorialnego i Polityki Regionalnej. Od 13 września 2007 do 21 listopada 2007 był sekretarzem stanu w Ministerstwie Skarbu Państwa.

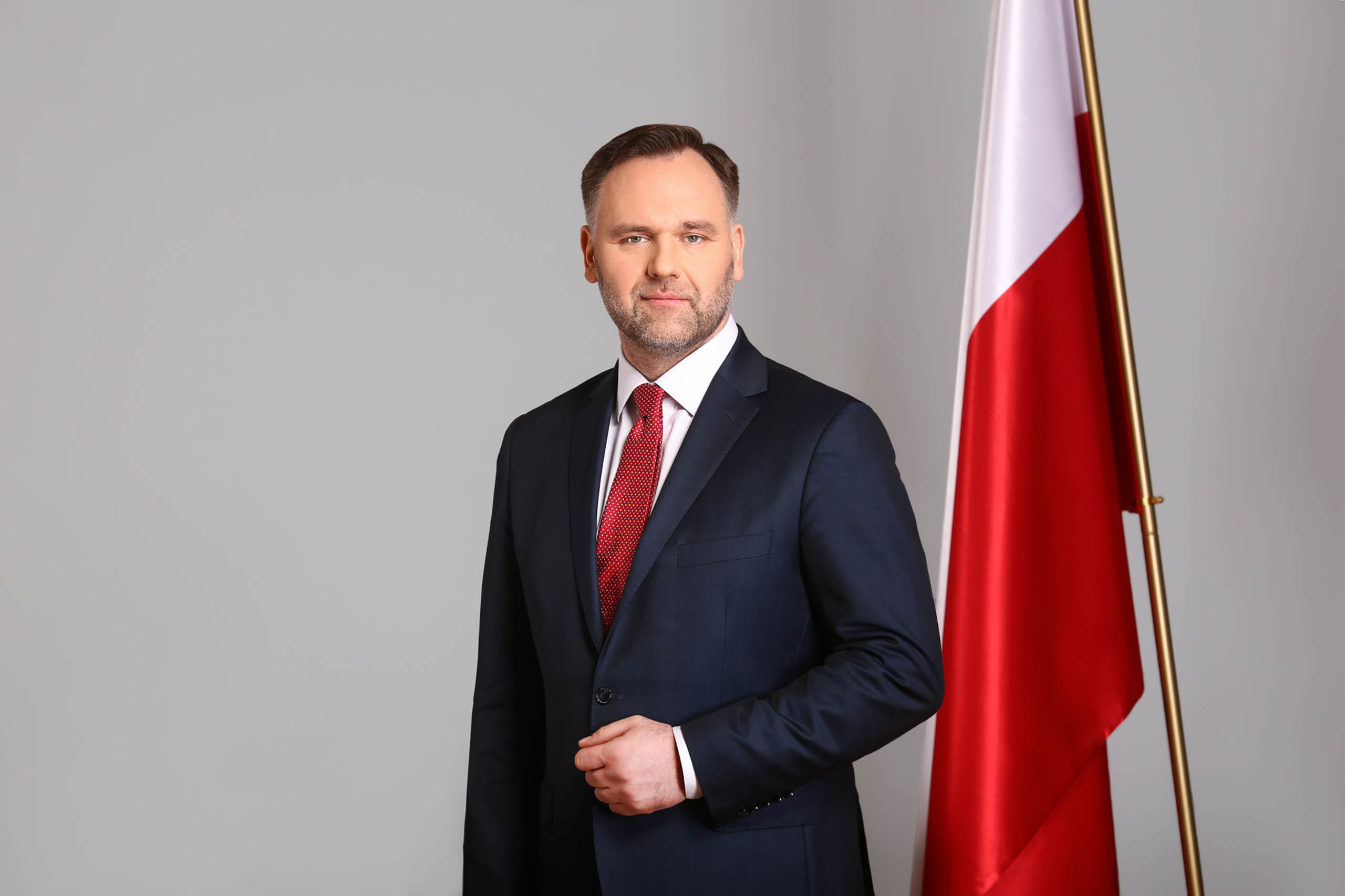
Dawid Jackiewicz (2016)

27 grudnia 2006 odepchnął na ulicy nietrzeźwego i zachowującego się agresywnie mężczyznę, który według relacji świadków zaczepiał wcześniej w autobusie i na przystanku autobusowym żonę i syna polityka. Odepchnięty przez Dawida Jackiewicza mężczyzna upadł na chodnik, uderzając głową o krawężnik. Poseł wezwał na miejsce wypadku policję. Mężczyzna kilka dni później zmarł. W grudniu 2007 prokurator zdecydował o umorzeniu śledztwa, uznając, że poseł działał w obronie koniecznej. Rodzina zmarłego mężczyzny zaskarżyła tę decyzję. Sąd utrzymał decyzję prokuratora w mocy w kwietniu 2008, co ostatecznie zakończyło postępowanie.
W wyborach parlamentarnych w 2007 Dawid Jackiewicz po raz drugi uzyskał mandat poselski, otrzymując 14 653 głosy. W Sejmie VI kadencji objął stanowisko wiceprzewodniczącego Komisji Skarbu Państwa. W wyborach samorządowych w 2010 bezskutecznie ubiegał się o urząd prezydenta Wrocławia, zajmując trzecie miejsce w I turze (z wynikiem blisko 10% głosów). W PiS objął funkcję członka zarządu głównego oraz prezesa zarządu okręgu we Wrocławiu. W wyborach do Sejmu w 2011 z powodzeniem ubiegał się o reelekcję, dostał wówczas 26 648 głosów. W wyborach do Parlamentu Europejskiego w 2014 uzyskał z listy PiS mandat europosła VIII kadencji (otrzymał 79 942 głosy).
16 listopada 2015 powołany na ministra skarbu państwa w rządzie Beaty Szydło, co skutkowało wygaśnięciem jego mandatu eurodeputowanego. 15 września 2016 został odwołany z tej funkcji. W tym samym roku wystąpił z PiS.
Wszedł w skład rady programowej Forum Ekonomicznego. Od 2019 był wiceprezesem zarządu fundacji Dolnośląski Instytut Studiów Energetycznych (DISE ENERGY). Również w 2019 został wiceprezesem fundacji Instytut Jana Olszewskiego. W 2020 objął funkcję wiceprezesa nowo powołanego stowarzyszenia Przyszłość 5.0. Został też powołany na doradcę zarządu przedsiębiorstwa Orlen Unipetrol. W 2022 objął stanowisko wiceprezesa zarządu spółki Orlen Synthos Green Energy, został odwołany z tej funkcji w 2024. W lutym 2025 zarejestrowany został jego komitet w wyborach prezydenckich w tym samym roku. W kwietniu tegoż roku Państwowa Komisja Wyborcza odmówiła zarejestrowania jego kandydatury z uwagi na brak wymaganej liczby podpisów poparcia.

## Życie prywatne
Jest żonaty, ma dwóch synów. W marcu 2018 media informowały o operacji, którą przeszedł w związku z chorobą nowotworową.